# Pelargonium burtoniae
Pelargonium burtoniae är en näveväxtart som beskrevs av Harriet Margaret Louisa Bolus. Pelargonium burtoniae ingår i släktet pelargoner, och familjen näveväxter. Inga underarter finns listade i Catalogue of Life.